# Benthobatis yangi
Benthobatis yangi (лат.) — вид скатов рода глубоководных электрических скатов семейства Narcinidae отряда электрических скатов. Это хрящевые рыбы, ведущие донный образ жизни, с крупными, уплощёнными грудными плавниками в форме диска и с длинным хвостом. Они способны генерировать электрический ток. Обитают в северо-западной части Тихого океана на глубине около 300 м. Максимальная зарегистрированная длина 21,5 см. 

## Таксономия
Впервые вид был научно описан в 2003 году. Вид назван в честь Хуан-Дзя Яна, сотрудника Тайваньского исследовательского института рыбного промысла за его вклад в изучение хрящевых рыб и великолепные иллюстрации.

## Ареал
Эти скаты обитают в северо-западной части Тихого океана у побережья Тайваня и Китая. Встречаются в верхней части материкового склона и на внешнем крае континентального шельфа на глубине около 300 м.

## Описание
У этих скатов тело в виде овального диска и довольно толстый длинный хвост. Имеются два спинных плавника. У основания грудных плавников сквозь кожу проглядывают электрические парные органы в форме почек.
Дорсальная и вентральная поверхность тела окрашена в тёмно-коричневый или чёрно-бордовый цвет. На брюхе имеются беловатые отметины неправильной формы. Довольно небольшой рот окружён мелкой бороздой, челюсти узкие. Брызгальца, расположенные позади глаз, небольшие. Жаберные щели очень узкие. Второй спинной плавник слегка крупнее первого. Края спинных плавников закруглены, а каудальный край вогнут. Низкий хвостовой плавник слегка удлинён. Расстояние между спинными плавниками существенно больше расстояния между вторым спинным плавником и хвостовым плавником. Общее количество позвонков 116—120.

## Биология
Глубоководные электрические скаты являются медлительными донными рыбами. Они способны генерировать электрический ток средней силы. Размножаются яйцеживорождением, эмбрионы вылупляются из яиц в утробе матери. Самцы и самки этого вида достигают половой зрелости при длине 19—21,5 см и 25,7 см, соответственно. В желудках Benthobatis yangi  находили грязь и остатки полихет.

## Взаимодействие с человеком
Эти скаты попадаются в качестве прилова при траловом промысле креветок. Международный союз охраны природы присвоил этому виду статус «Уязвимый».